# マッシーピー

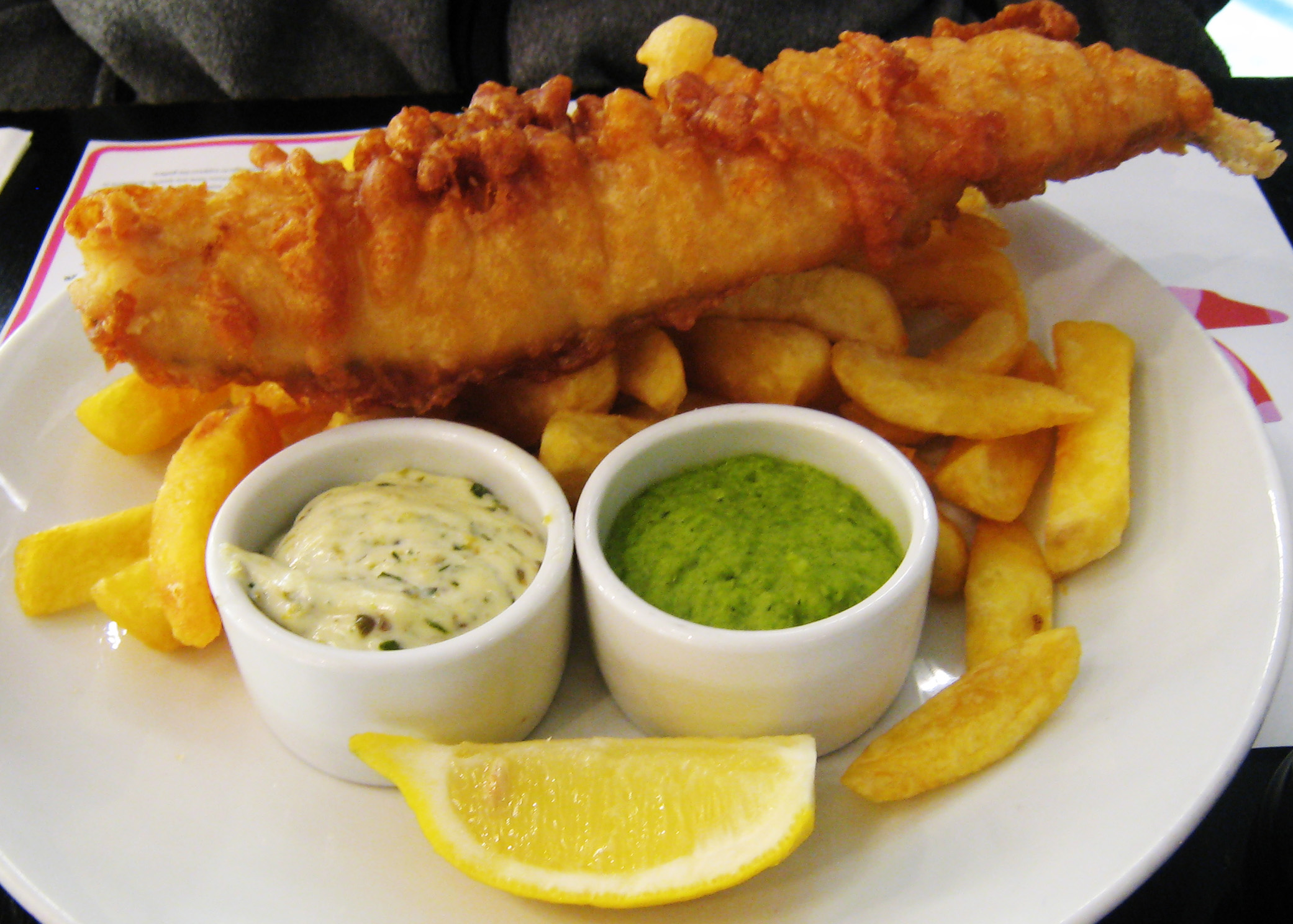
フィッシュ・アンド・チップスに添えられたマッシーピー（右側のラメキン）

マッシーピー(Mushy peas)は、イギリスの豆料理の一つである。
完熟乾燥したエンドウマメ（en:marrowfat peas）を炭酸水素ナトリウムを加えた水に一晩浸し、少量の砂糖と食塩を加えて、濃厚な緑色の塊になるまで煮たものである。風味付けにミントを加えることもある。北イングランドやミッドランドでは、伝統的にフィッシュ・アンド・チップスに添えて提供される。イギリス全土、特に北イングランドでは、パイアンドピー（南オーストラリアのパイフローターのピースープがマッシーピーに置き換わったもの）として広く提供され、伝統的なイギリス料理の一部と考えられている。また、スズの缶に入った市販のものもある。球状にまとめてバターで揚げたピーフリッターという料理もある。

## 地域ごとの違い
ヨークシャー、ノッティンガムシャー、ダービーシャーとリンカンシャーの一部では、マッシーピーはしばしばそれ自体でスナックとして食べられる。ノッティンガムシャーでは、伝統的にミントソースを添え、フェアやフェスタ等の野外イベント等で販売される。またノッティンガムシャーでは、チップスにマッシーピーを添えたものは、ピーミックスと呼ばれる。スコットランドでも人気があり、フィッシュ・アンド・チップスに添えたり、ボウルの中で酢と混ぜたりする。
特にボルトン、ベリー、プレストン等で人気があるのは、黒エンドウを水に浸して長時間かけてゆっくり煮たもので、伝統的には酢とともに提供される。
「ヨークシャーのキャビア」("Yorkshire caviar")と呼ばれることもある。

## 着色
しばしば色付けに緑色の着色がなされ、黄色のタートラジンと青色のブリリアントブルーFCFが加えられる。着色なしの場合は灰色がかった緑色であるが、着色料を加えることにより、明るい緑色に仕上がる。豆を柔らかくするとともに発色を良くし、浸漬中の発酵を防ぐため、炭酸水素ナトリウムを加えることがあり、食べた後の屁も抑制される。2008年4月28日、英国食品基準庁は、人工食品着色料の自主的な禁止を求め、2009年末までにその禁止を実行に移すことを示唆した。これは、マッシーピーのような特定の食品は、着色料のないものでなければ販売できなくなることを意味した。大臣は、食品製造業者が食品着色料を廃止しない場合は、法的に禁止する可能性があると述べた。2018年時点で、この禁止は続いている。
特にマッシーピーの場合は、ベータカロテン等の天然の代替色素では色が弱く不鮮明で、タートラジンを置き換えることは難しい。そのため、製造業者は可能であればタートラジンを使いたがる。着色料なしでは、料理は鈍い灰色になってしまう。2010年7月、EU指令により、タートラジンを含む食品には「子供の活動や注意に影響を与えるかもしれない」旨の警告を貼ることが義務付けられた。